# Here Come the Runts
Here Come the Runts è il terzo album in studio del gruppo musicale statunitense Awolnation, pubblicato il 2 febbraio 2018.

## Tracce
Testi e musiche di Aaron Bruno.
1. Here Come the Runts – 3:19
2. Passion – 3:22
3. Sound Witness System – 2:22
4. Miracle Man – 3:24
5. Handyman – 3:22
6. Jealous Buffoon – 3:10
7. Seven Sticks of Dynamite – 4:06
8. A Little Luck... and a Couple of Dogs – 0:30
9. Table for One – 4:39
10. My Molasses – 3:33
11. Cannonball – 3:10
12. Tall, Tall Tale – 2:57
13. The Buffoon – 1:54
14. Stop That Train – 6:02

## Curiosità
- L'intro della canzone Passion ricorda quello della canzone D'Artagnan e i moschettieri del re, che è la sigla dell'omonima serie animata andata in onda su Italia 1 e che è interpretata da Cristina D'Avena.